# Stapelmoorerheide
Stapelmoorerheide is een dorp in het Duitse deel van het Reiderland. Het maakt deel uit van de gemeente Weener.